# Колингвуд (Онтарио)
Колингвуд (енгл. Collingwood) је градић у Канади у покрајини Онтарио. Према резултатима пописа 2011. у граду је живело 19.241 становника.

## Становништво
Према резултатима пописа становништва из 2011. у граду је живело 19.241 становника, што је за 11,3% више у односу на попис из 2006. када је регистровано 17.290 житеља.
| 2006.  | 2011.  |
| ------ | ------ |
| 17.290 | 19.241 |